# 多裂翅果菊
多裂翅果菊（学名：Pterocypsela laciniata）为菊科翅果菊属的植物。分布在朝鲜、日本以及中国大陆的安徽、湖南、河北、吉林、江苏、河南、云南、黑龙江、江西、四川、浙江、山东、福建、陕西、北京等地，生长于海拔300米至2,000米的地区，常生于山坡林缘、灌丛、草地、山谷以及荒地，目前尚未由人工引种栽培。
其种加词“laciniata”来源于拉丁文“lacinia”，意为“棱角”、“裂开的”。